# Благодатное (Хабаровский край)
Благода́тное — село в Хабаровском районе Хабаровского края. Входит в состав Князе-Волконского сельского поселения. Население по данным 2011 года — 823 человека.
Село Благодатное стоит в долине реки Ситы (правобережье), примерно в 3 км севернее в Ситу впадает Обор. В долине Ситы в окрестностях села Благодатное ведётся добыча гравия земснарядом, уже образовано искусственное озеро Благодатное. Добыча продолжается, идёт образование ещё одного водоёма.
Дорога к селу Благодатное идёт на юг от села Князе-Волконское по мосту через Обор, расстояние около 4 км. От Хабаровского автовокзала ходит автобусный маршрут № 118.

## Население
| 1909 | 1992 | 2002 | 2010 | 2011 | 2012 | 2021 |
| ---- | ---- | ---- | ---- | ---- | ---- | ---- |
| 171  | ↗947 | ↘822 | ↘820 | ↗823 | ↗845 | ↘834 |

## Галерея

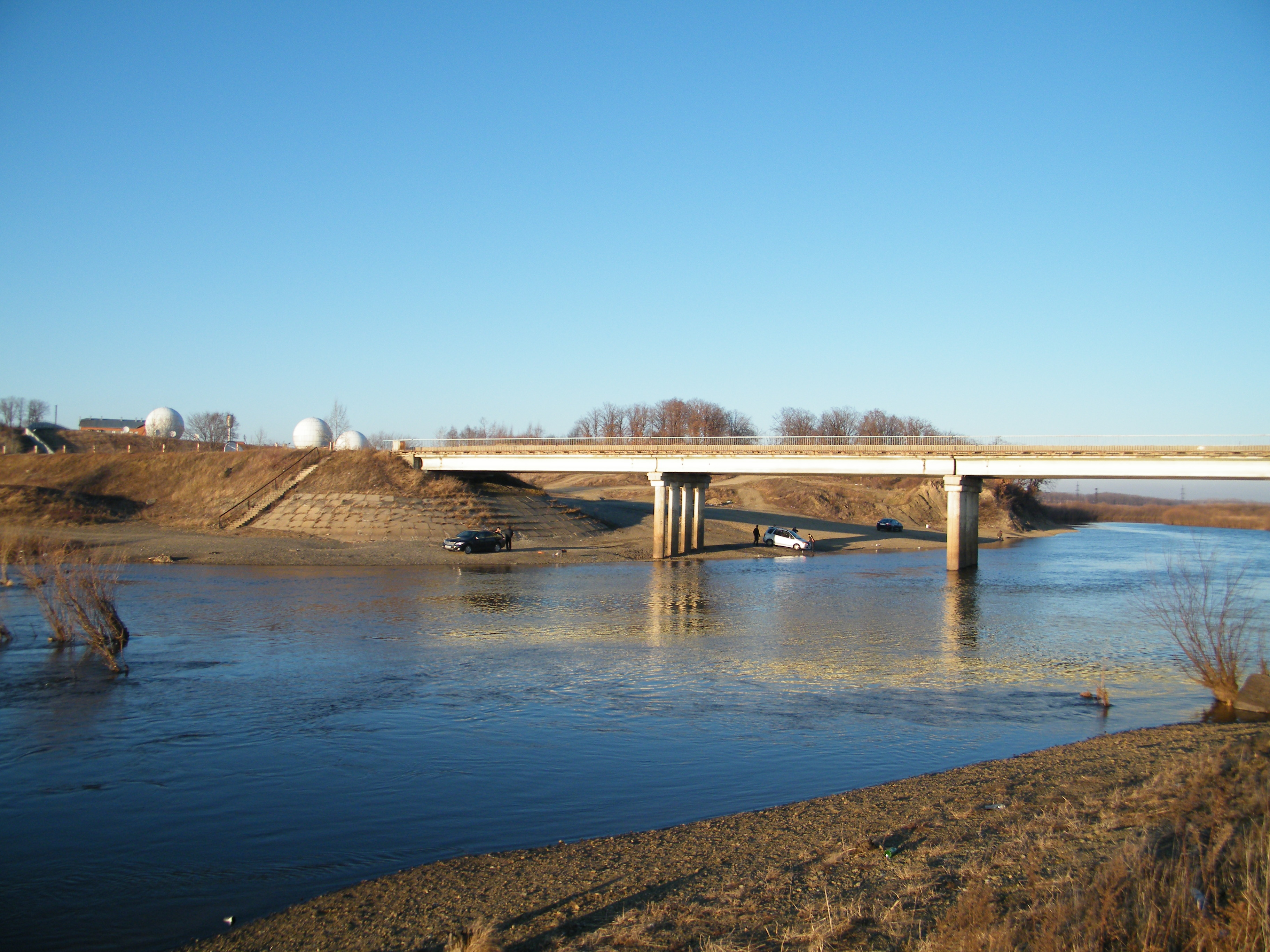
Мост через Обор, дорога от Князе-Волконского к с. Благодатное
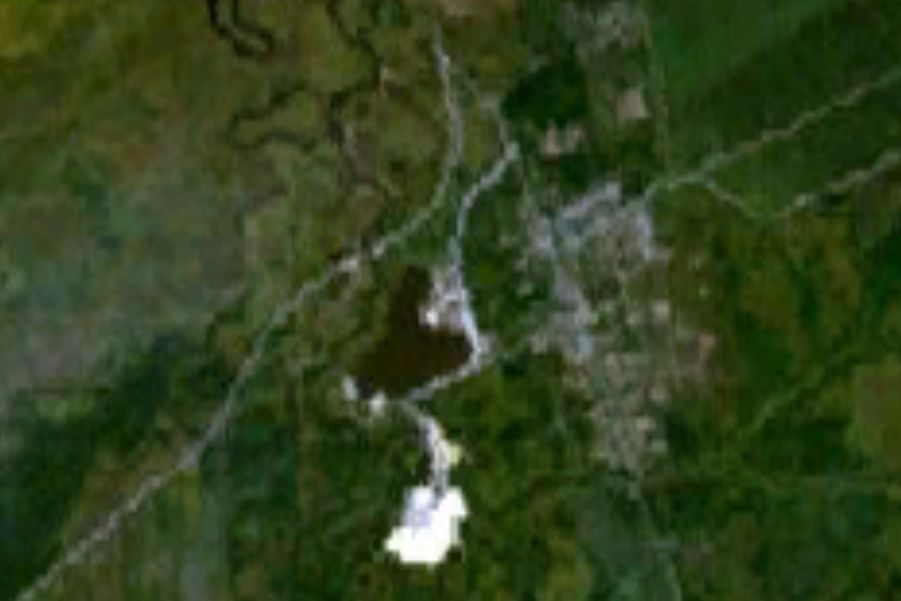
Село Благодатное и озеро на спутниковой фотографии
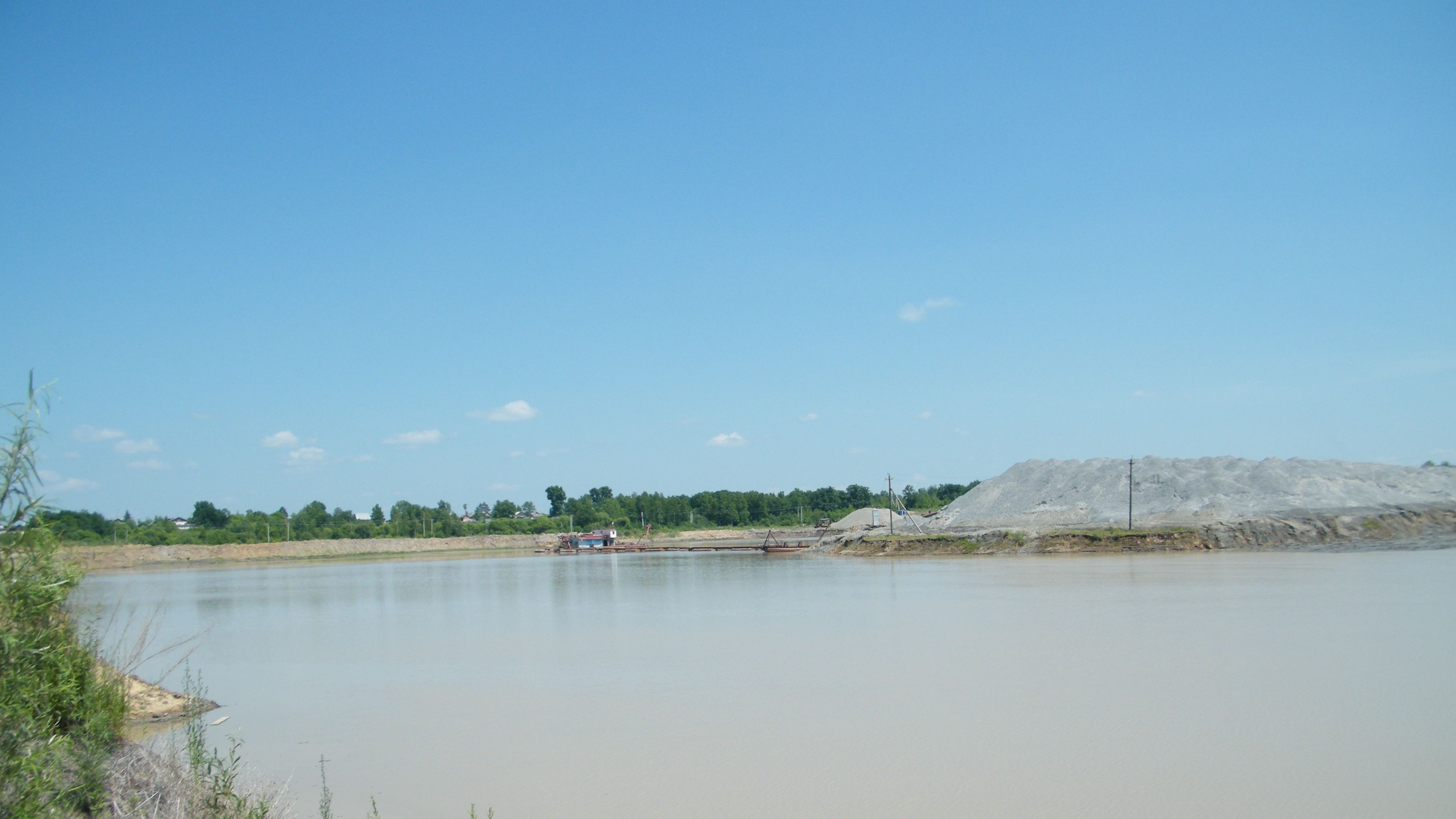
Добыча гравия земснарядом в окрестностях села Благодатное